# Mysmenella gongi
Mysmenella gongi är en spindelart som beskrevs av Yin, Peng och Youhui Bao 2004. Mysmenella gongi ingår i släktet Mysmenella och familjen Mysmenidae. Inga underarter finns listade i Catalogue of Life.